# Georges Marchais
Pour les articles homonymes, voir Marchais.
Georges Marchais, né le 7 juin 1920 à La Hoguette (Calvados) et mort le 16 novembre 1997 à Paris, est un homme politique français. Il est secrétaire général du Parti communiste français (PCF) de 1972 à 1994, député de 1973 à 1997 et député européen de 1979 à 1989. Candidat communiste à l’élection présidentielle de 1981, il arrive en quatrième position du premier tour avec 15,3 % des voix.

## Biographie

### Origines
Georges Marchais est le fils unique de René Marchais (1886-1930), ouvrier carrier, et de Germaine Boscher (1889-1974), veuve de guerre, remariée. Si, du côté paternel, Georges Marchais est issu d'un milieu modeste, sa mère en revanche appartenait à une famille paysanne, plus aisée, et son second mariage avec René Marchais sera considéré comme une mésalliance. Georges Marchais a des demi-frères et sœurs : du côté de son père, veuf en premières noces de Blanche Perrette (1884-1914) : Renée Marchais (1910-1997), et du côté de sa mère, veuve également en premières noces d'Albert Daunou (mort pour la France en 1915) : Berthe Daunou (1908-1977), Marcel Daunou (1910-1945) et Robert Daunou (1911-1962).
La famille Marchais est originaire de la Mayenne, où son arrière-grand-père, Pierre Marchais (1798-1873), est couvreur et charpentier. Les parents de celui-ci se sont mariés le 14 juillet 1789 à La Chapelle-Anthenaise (Mayenne).
En 1941, Georges Marchais se marie en premières noces à Paulette Noetinger (1920-2007), union de laquelle naissent trois filles : Michèle (1941), Monique (1947) et Claudine Marchais (1950). Divorcé en 1959, Georges Marchais épouse en secondes noces, en février 1977, Liliane Grelot (1935-2020, épouse Garcia en premières noces), union de laquelle naît un fils : Olivier Marchais.

### Seconde Guerre mondiale
En 1935, Georges Marchais trouve une place d’apprenti au Décolletage général, dans le XIe arrondissement de Paris. En juillet 1936, il quitte l’usine et alterne pendant plusieurs mois périodes de chômage et petits emplois, en usine mais aussi comme coursier ou commis de bureau. 
Avant l'invasion allemande de mai 1940, Georges Marchais, âgé de vingt ans, devient mécanicien ajusteur à l'usine aéronautique Voisin d'Issy-les-Moulineaux, embauche qui nécessitait un avis favorable, après une enquête approfondie, de la Sécurité militaire. Employé dans un secteur stratégique de la Défense nationale, il n'est pas mobilisé. Lors de l'Occupation, les usines aéronautiques de la région parisienne sont réquisitionnées par les Allemands pour produire notamment des avions de chasse Messerschmitt et pour la réparation d'avions endommagés. Après avoir perdu son emploi, il est embauché dans un atelier de l’aérodrome de Villacoublay, dans les Yvelines, où il travaille sur des appareils allemands. Dès le début de 1941, la production commence. En décembre 1942, sur le conseil de ses mandants qui avaient donné un avis favorable à son embauche chez Voisin, Georges Marchais est muté par l'entreprise pour travailler au sein de la société Messerschmitt à Augsbourg (Allemagne) et y recueillir des informations. Il logeait dans une auberge Zum blauen Bocke, Au Bélier bleu, donc libre de ses mouvements. Le 10 mai 1943, il se rendit en France pour un congé en raison disait-il d'un deuil familial. Il revient à Augsbourg jusqu'au 10 mai 1944[réf. nécessaire].
Georges Marchais affirme avoir été victime du service du travail obligatoire (STO) et déclare être rentré en France dans les premiers mois de 1943. Mais la date de son retour définitif en France est sujette à controverse : il n’est pas établi s'il est retourné en Allemagne ou s'il s'est caché avec sa femme et sa fille jusqu'à la Libération. Au début des années 1970 et surtout à la veille de l'élection présidentielle de 1981, dans le cadre de révélations de Jean-François Revel et de Branko Lazitch publiées dans L'Express, ses adversaires politiques l'accusent d'être parti travailler en Allemagne volontairement. Le député communiste Charles Tillon lui reproche également d'avoir quitté la France durant la guerre. Selon l'historien Philippe Robrieux, cette attitude non résistante (comme celle de Maurice Thorez) fera plus tard de Marchais un militant soumis aux ordres des dirigeants soviétiques qui possèdent son dossier biographique suivant leur méthode habituelle de « tenue en main » des mouvements politiques, y compris le mouvement communiste international. Cette situation conduira après guerre à la marginalisation des grands résistants au sein du PCF (Tillon, etc.) et favorisera l'ascension de Georges Marchais.
L'historien Bruno Fuligni indique que Georges Marchais ne participe pas à la résistance armée après son retour d'Allemagne mais distribue des tracts dénonçant l'occupation.

### Débuts en politique
Après la Libération, Georges Marchais rejoint l’usine Voisin d’Issy-les-Moulineaux et accède à l'engagement politique par le biais d’activités syndicales. En 1946, il est secrétaire du syndicat des métaux d’Issy-les-Moulineaux. Il est secrétaire du centre intersyndical CGT dans la même commune, en 1951, et secrétaire de l'Union des syndicats de travailleurs de la métallurgie de la Seine de 1953 à 1956.
Membre du Parti communiste français (PCF) à partir de 1947, il connaît une ascension rapide au sein du parti, sans jamais avoir eu l'occasion de participer ni de s'exposer lors des événements fondateurs de la geste communiste antérieure à 1945. Avec l’entrée en guerre froide, le PCF privilégiait de jeunes militants ouvriers issus de l’industrie et du syndicalisme, étrangers aux conflits de légitimité nés de la guerre et de la Résistance. Il intègre l'équipe de direction de la puissante fédération Seine-Sud du PCF (celle du secrétaire général, Maurice Thorez) dans le cours de l'année 1955. À l'issue du congrès de 1956, il devient membre suppléant du comité central du PCF et premier secrétaire de la fédération de la Seine-Sud, puis, en 1959, membre titulaire du comité central et du bureau politique. Son ascension s'inscrit dans un contexte marqué par des remous en interne consécutifs à la publication du rapport Khrouchtchev, que Maurice Thorez tente de mettre sous le boisseau. De plus, le PCF enregistre un déclin de ses effectifs comme de son audience électorale (il passe sous la barre des 20 % aux élections législatives françaises de 1958 et, à la suite de la modification du mode de scrutin, ne fait élire que 10 députés). Se sentant menacé, Maurice Thorez entreprend d'écarter certains des dirigeants du parti qu'il soupçonne de vouloir l'évincer. Bénéficiant de sa fidélité à Maurice Thorez et de son statut d'ouvrier, Marchais fait alors partie des étoiles montantes du parti. 
En 1961, il succède à Marcel Servin au poste stratégique de secrétaire à l'organisation. Dans cette fonction, le principal objectif de Georges Marchais est de faire repartir à la hausse les effectifs. Il bénéficie, pour ce faire, de la politique de la main tendue dirigée vers les autres forces de gauche, que conduit le nouveau secrétaire général, Waldeck Rochet, qu'il soutient. Responsable encore peu connu à l'extérieur du parti, il se fait remarquer pendant Mai 1968 par un article paru dans L'Humanité. Il y attaque Daniel Cohn-Bendit, qu'il qualifie d'« anarchiste allemand », formule qui vise pour le PCF à contester la légitimité de la révolte étudiante en s'en prenant au « parti de l'étranger ». Il critique les « faux révolutionnaires » du Mouvement du 22 Mars, dont l'« agitation », selon ses termes, « va à l'encontre des intérêts de la masse des étudiants et favorise les provocations fascistes ». Cependant, face à la répression policière, Georges Marchais et le PCF soutiennent le mouvement étudiant et ses revendications. Ils appellent à l'union des étudiants et des ouvriers, et à la création d'une « université moderne et démocratique qui doit remplacer l'université de classe actuelle ». Georges Marchais garde le silence en public lors du Printemps de Prague. En interne, il soutient le secrétaire général et le communiqué de la direction du PCF marquant sa « désapprobation » vis-à-vis de l'intervention soviétique.
En juin 1969, il fait partie de la délégation du PCF lors de la conférence internationale du mouvement communiste organisée à Moscou. Elle revient en France sans Waldeck Rochet, dont l'état de santé s'est détérioré. De fait, c'est Georges Marchais qui prend progressivement les rênes du PCF, devenant secrétaire général adjoint en 1970. C'est à ce titre qu'il conduit la délégation communiste lors des négociations préalables à la conclusion du Programme commun de gouvernement avec le PS et le Mouvement de la gauche radicale-socialiste en juin 1972.

### Secrétaire général du PCF

#### Continuité avec la politique de son prédécesseur

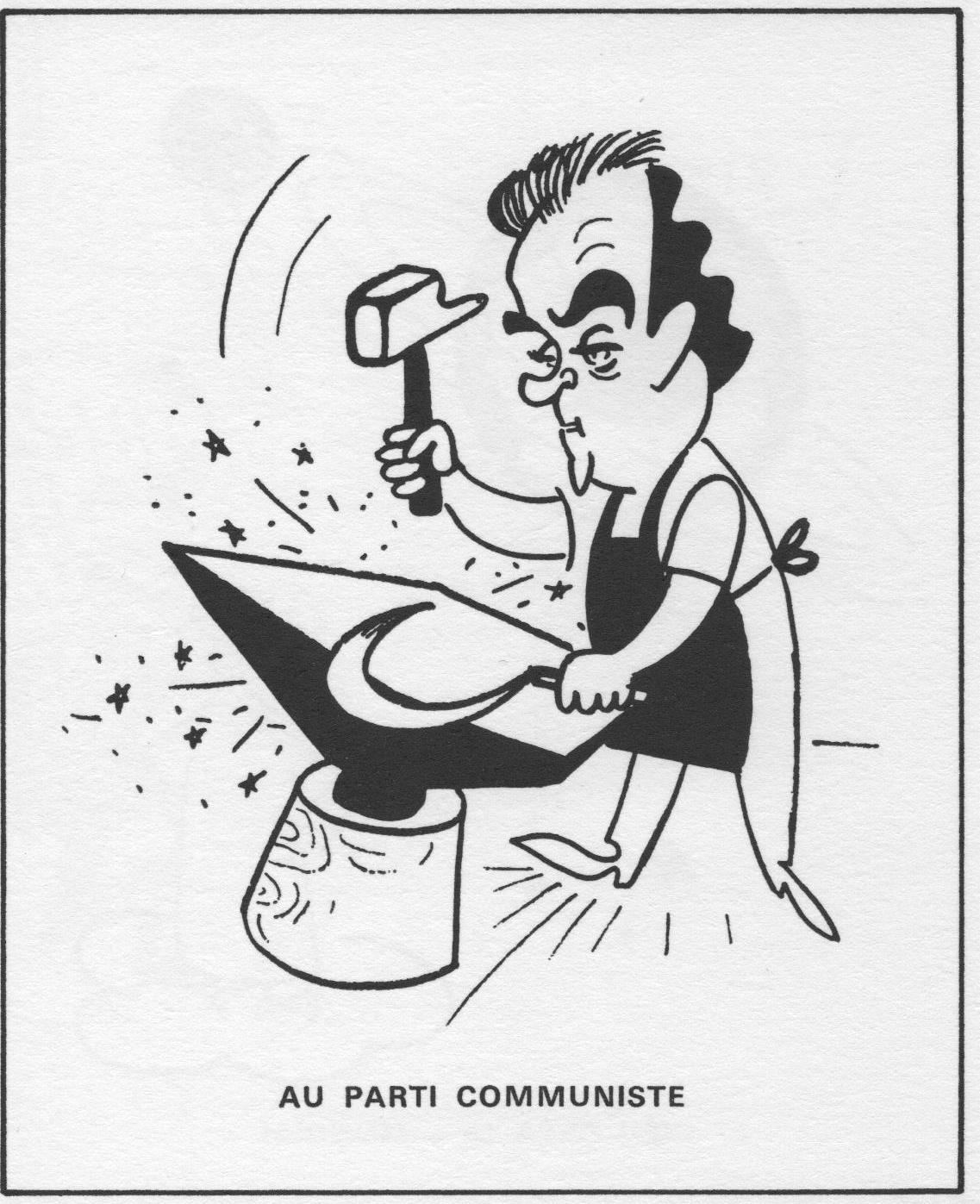
Caricature de Georges Marchais par Maurice Tournade.

En décembre 1972, il devient secrétaire général du PCF, succédant à Waldeck Rochet qui démissionne pour raisons de santé. À 53 ans, il est élu pour la première fois député, en mars 1973, de la 1re circonscription du Val-de-Marne, non sans difficulté, après avoir obtenu au premier tour 5 points de moins que la députée PCF sortante élue en 1967. Il est réélu en 1978, 1981 et 1986 puis passe à la 11e (Arcueil-Cachan-Villejuif) après le redécoupage électoral de 1988, où il est réélu en 1993 et 1997.
La première phase de son passage à la tête du PCF est marquée par une continuité avec la politique de son prédécesseur : l'Union de la gauche sur le plan national (ainsi le PCF soutient la candidature de François Mitterrand dès le premier tour de l'élection présidentielle de 1974) et la poursuite d'une certaine prise de distance avec l'Union soviétique (il participe à la constitution d'un pôle eurocommuniste avec notamment le Parti communiste italien d'Enrico Berlinguer et le Parti communiste espagnol de Santiago Carrillo). Lors du congrès de 1976, le PCF renonce à la dictature du prolétariat. Néanmoins, la croissance des effectifs procure peu de gains électoraux et le PCF, premier parti de gauche depuis la Seconde Guerre mondiale, tend à être rattrapé par le PS. En septembre 1977, les négociations en vue de la réactualisation du Programme commun échouent, annonçant la défaite de la gauche lors des élections législatives de 1978. Il s'ensuit une vague de contestation dans une frange du parti (notamment du côté des intellectuels). Il est reproché au secrétaire général d'être, par son changement de ligne politique, en partie responsable de cet échec.

#### L'apogée de la puissance de l'Union soviétique
Son arrivée à la tête du PCF coïncide avec l'apogée de la puissance de l'Union soviétique : en 1974, les Portugais quittent leurs colonies en Afrique pour laisser la place à des régimes communistes, en 1975, les Américains sont chassés du Viêt Nam, où le nouveau gouvernement de libération nationale est plus favorable aux Soviétiques ; l'abbé Casaroli (futur cardinal) et le pape Paul VI croient inéluctable la mainmise de l'Union soviétique sur l'Europe et cherchent à s'en rapprocher. En 1979 surviennent la chute du shah d'Iran et l'arrivée au pouvoir des sandinistes au Nicaragua. C'est aussi le début de l'invasion et des déboires soviétiques en Afghanistan. Georges Marchais, qui a capté la confiance des partis « frères », est alors le mieux à même de drainer des informations sur les menées des Soviétiques et des formations politiques et syndicales qu'ils financent dans les pays méditerranéens et en Turquie, ainsi que sur l'identité des émissaires afghans communistes du Khalq et du Parcham (alliés aux Soviétiques) en France.
Sur le plan international, le PCF affiche une distance critique croissante à l’égard de l’URSS, contribuant activement à la convergence des partis communistes occidentaux dans le mouvement « eurocommuniste ». En 1976, le PCF renonce à la dictature du prolétariat, pour adopter des thèses plus ou moins proches, selon les avis, de celles du Parti communiste italien. Il apporte par ailleurs son soutien aux dissidents soviétiques face à la répression dont ils faisaient l'objet. Cependant, dans un article de L'Humanité du 13 février 1979, préparatoire au XXIIIe congrès du parti, il évoque le « bilan globalement positif en URSS » ; lors du discours d'ouverture du congrès, il reprend ces termes en les appliquant aux pays socialistes. Ces propos provoquent une vive polémique en France. En décembre 1979, le soutien public de Georges Marchais à l'intervention soviétique en Afghanistan (prise de position contraire aux orientations prises par le comité central du PCF) est interprété comme le signe d'un réalignement du PCF sur la politique des dirigeants soviétiques,,. 
Les services secrets des États-Unis le placent sous surveillance et mettent son véhicule sur écoute.
Tête de la liste du PCF aux élections européennes de 1979, il obtient 20,6 % des voix et envoie 19 députés PCF au Parlement européen. Il est l'un d'eux et reste à la fois député européen et député français jusqu'en 1989.

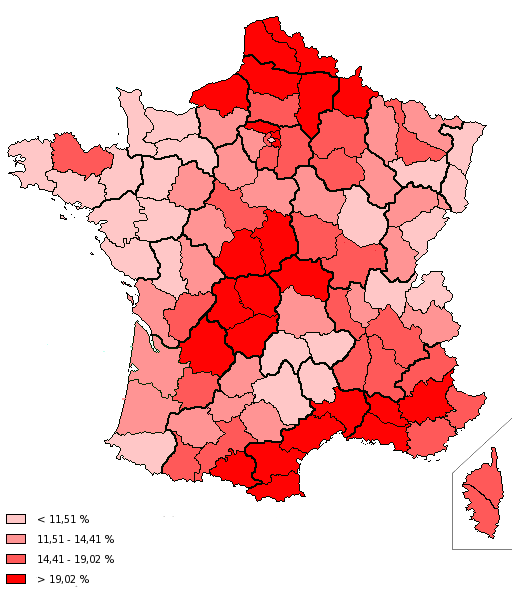
Résultats par département de Georges Marchais au premier tour de l'élection présidentielle de 1981.

#### Les revers de 1981, 1984 et 1988
Candidat communiste à l’élection présidentielle de 1981, il peut compter sur un réseau actif de militants sur le terrain. Il obtient finalement 15,35 % des voix, contre 21 % pour Jacques Duclos en 1969, précédente candidature communiste autonome à cette élection, un score inférieur à ce que les sondages annonçaient. Ce résultat amorce le déclin de son parti au profit du Parti socialiste, François Mitterrand recueillant 25,85, alors qu'aux législatives de 1978 les deux faisaient quasiment jeu égal et que le PCF dominait le PS à celles de 1973. Entre les deux tours de la présidentielle 1981, il se range à la position officielle du PCF soutenant Mitterrand en vue du second tour, après l'avoir plusieurs fois attaqué pendant la campagne de premier tour.
Après l'élection de François Mitterrand et les élections législatives anticipées de 1981, le PCF entre au gouvernement en obtenant quatre ministères. Malgré l'anticommunisme caractérisé du président américain Reagan, celui-ci conserve avec la France les mêmes relations que sous Valéry Giscard d'Estaing.
De nouveau candidat aux élections européennes de 1984, Georges Marchais ne réalise plus que 11,20 % des suffrages et ne distance le FN que de 0,25 point. Son parti se fait distancer par le Front national, à l'élection présidentielle de 1988, André Lajoinie ne réalisant que 6,7 % des voix. Après la dissolution de l'URSS en 1991, le PCF rebondit et obtient 8,6 % à la présidentielle 1995 puis 10% aux législatives de 1997.
Invité d'Apostrophes le 4 mai 1990 sur Antenne 2, Georges Marchais estime, face à Emmanuel Todd, qui présente la réédition de son ouvrage La Chute finale, que le PCF « a été stalinien » et ne l'est plus « depuis quinze ans », faisant allusion au XXIIe congrès du PCF en 1976. Marchais reconnaît à cette occasion que le PCF n'avait pas vu venir l'effondrement de l'URSS,. Il fait observer à Emmanuel Todd que, de son côté, le démographe n'avait pas en 1976 prédit la perestroïka. Marchais s'est  montré réservé à l'égard de la perestroïka, craignant qu'elle ne conduise à la disparition de l'identité communiste au profit d'un renouveau de la social-démocratie. Son slogan face aux rénovateurs (qui étaient dans la tradition de l'eurocommunisme italien) était : « ni stalinien, ni social-démocrate ».

### Retraite et mort
Lors du XXVIIIe congrès du PCF, en janvier 1994, Georges Marchais, contesté en interne et affaibli par des problèmes de santé, cède son siège de secrétaire général à Robert Hue tout en restant membre titulaire du bureau politique (renommé bureau national). La même année, il devient président du comité du PCF pour la défense des libertés et droits de l'homme en France et dans le monde. En 1996, il quitte le bureau national et est réélu au comité national.
Le 13 mars 1995, il reçoit à son domicile, rue Guy-Môquet à Champigny-sur-Marne, le dirigeant cubain Fidel Castro, qu’il présente comme son « ami ». Il quitte l'Assemblée nationale après avoir décidé de ne pas briguer un nouveau mandat de député aux élections législatives de 1997. Sa dernière apparition publique a lieu le 3 octobre 1997, au moulin de Villeneuve, pour rendre hommage à Louis Aragon. Début novembre 1997, il s'oppose publiquement au changement de nom du parti prôné par Robert Hue,.
Fragile du cœur (il a subi des infarctus en 1975 et 1989-1990 et s’est vu poser un stimulateur cardiaque en 1996,,), il meurt des suites d'un malaise cardiaque, le 16 novembre 1997, à l'hôpital Lariboisière. La classe politique lui rend hommage, à l'exception notable d'Édouard Balladur. L'Humanité titre « L'émotion », alors que Libération détourne son propos sur les régimes soviétiques en titrant « globalement négatif » et chronique ses décisions qui auraient marginalisé le Parti communiste français. Lors de funérailles organisées par le PCF, le 21 novembre 1997, il est enterré au cimetière de Champigny-sur-Marne, ayant refusé d'être enterré au cimetière du Père-Lachaise, dans le tombeau du comité national du Parti communiste français.

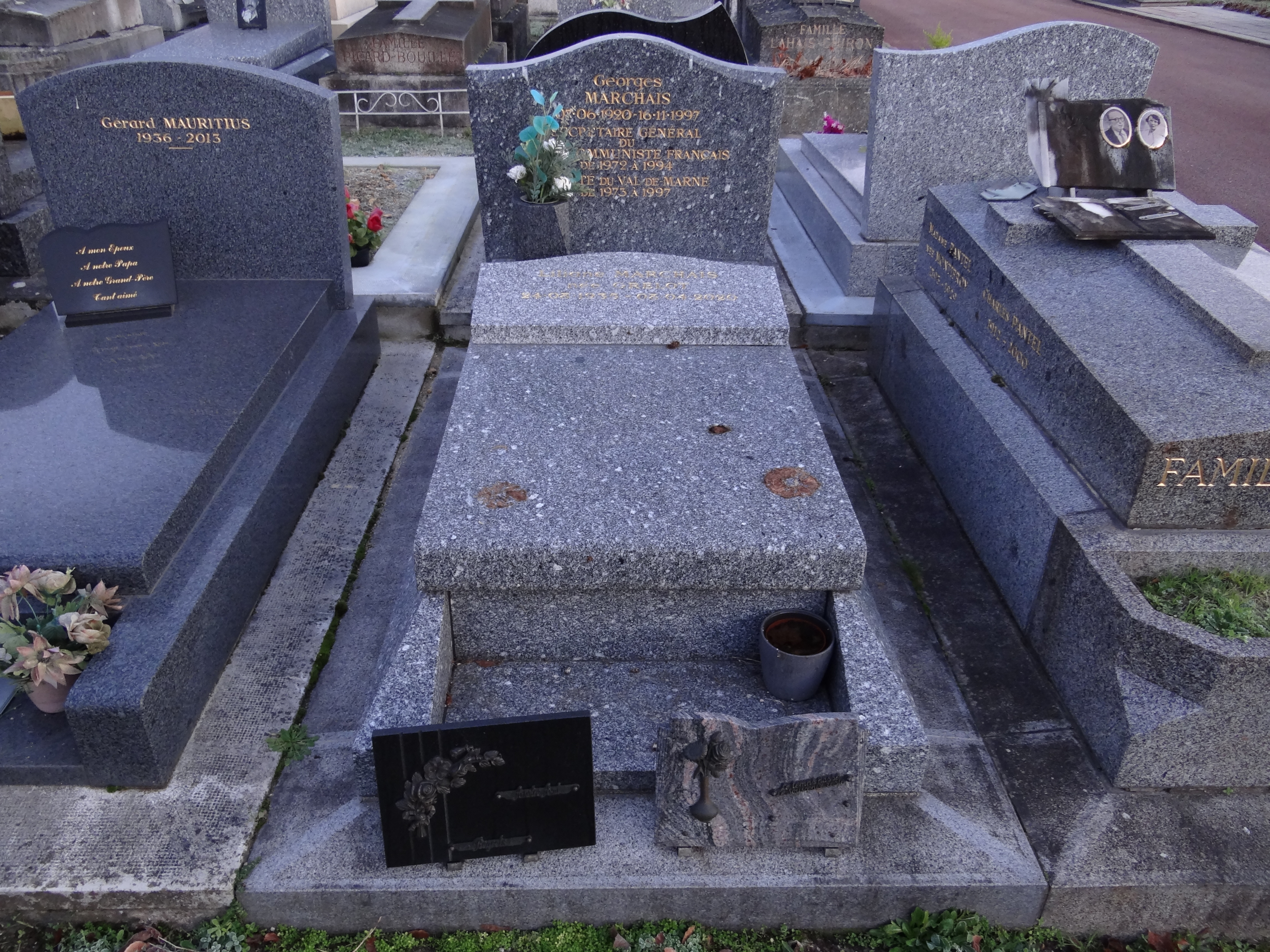
La tombe de Georges Marchais au cimetière ancien de Champigny-sur-Marne (Val-de-Marne).

Son épouse, Liliane Marchais, meurt vingt-trois ans plus tard, en avril 2020, touchée par le Covid-19,,.

## Personnalité publique
D'une haute stature, avec une physionomie marquante et une élocution très reconnaissable, Georges Marchais a fait la joie des caricaturistes, des imitateurs et des chansonniers de tout poil, en particulier de Thierry Le Luron mais aussi et surtout de Pierre Douglas. Il se distinguait également, lors de ses apparitions télévisées, par des entorses à la grammaire et à la syntaxe (« Les uns et les autres qui est ici... », « C'est à moi que vous m'adressez, donc je vous donne quelle est mon opinion » ou « Coupez-moi pas la parole ! »).
Lors des entretiens télévisés, il avait coutume de désarçonner les journalistes par ses reparties inattendues, le fait de ne répondre qu'aux questions qui lui convenaient, de détourner la conversation, etc. Dans le documentaire Georges le cathodique, réalisé par Yvan Jeuland, les journalistes Jean-Pierre Elkabbach et Alain Duhamel, ainsi que certains anciens collaborateurs de Marchais, reviennent sur ses rapports avec la télévision. Ils insistent sur son « sens du spectacle » et sa diction particulière, estimant que Marchais faisait ainsi pour se démarquer des autres ; les chiffres d'audiences qui en découlaient étaient, selon eux, un excellent révélateur de son impact.
La personnalité publique de Georges Marchais était fortement attachée à une série d'emportements feints et de « petites phrases », réelles ou inventées, fréquemment reprises par les humoristes qui le pastichaient.
- La célèbre phrase « Taisez-vous, Elkabbach ! » n'a en réalité jamais été prononcée par Georges Marchais, mais par des imitateurs comme Thierry Le Luron[53],[54] ou Pierre Douglas[34]. La confusion vient sans doute d'une interview en direct au soir du 10 mai 1981, Georges Marchais étant en liaison à la fois avec Jean-Pierre Elkabbach et Jean-Marie Cavada, pour TF1 et Antenne 2, les deux hommes tentant de l'interroger simultanément. Pour mettre fin à la cacophonie, Georges Marchais s'était écrié « Soyez raisonnables ! ». C'est de cet épisode que Pierre Douglas tira son sketch.
- La phrase « J'ai dit à ma femme : fais les valises, on rentre à Paris » est en revanche authentique ; il l'a prononcée lors d'une émission de télévision, relatant sa stupéfaction à la suite d'une déclaration télévisée de François Mitterrand, une promesse provoquant la rupture du programme commun, alors que le couple Marchais était en vacances en Corse[34],[55]. Sa femme confessa qu'ils ne partirent que deux ou trois jours après la déclaration[55].
- À Alain Duhamel : « Vous permettez ! Quand vous avez posé une question, si ma réponse vous gêne tant pis pour vous ! »[34].
- Alain Duhamel : « Ce n’était pas ma question » ; Georges Marchais : « C'était p'têt pas vot'question, oui mais c’est ma réponse ! »[34].
- « Mais c'est un scandale monsieur Barre »[34].

## Postérité

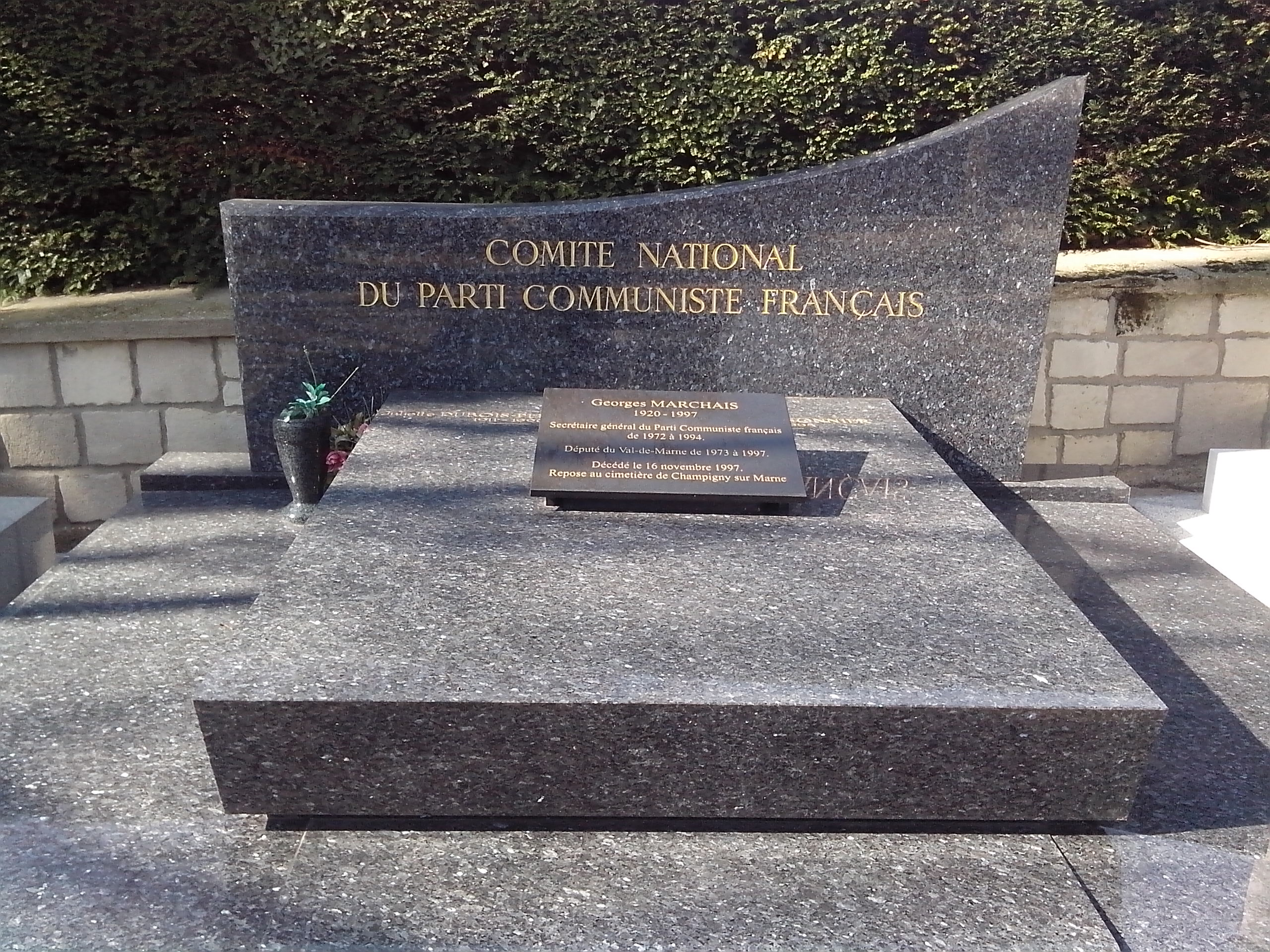
Plaque en hommage à Georges Marchais au cimetière du Père-Lachaise.

### Toponymie et exposition
Contrairement à d'autres personnalités communistes plus anciennes, le nom de Georges Marchais n'est pas entré rapidement dans la toponymie : en 2004 encore, aucune rue, place ou grand équipement ne portait son nom. Toutefois, en 2012, une place Georges-Marchais est inaugurée à Champigny-sur-Marne, suivie en 2013 d'un parvis Georges-Marchais à Villejuif, ville dont il fut le député de 1973 à 1997. Après l'élection d'un maire UMP à Villejuif en 2014, ce parvis est débaptisé, la mairie justifiant cette décision par la « personnalité controversée » de Georges Marchais, qui avait soutenu l'invasion soviétique de l'Afghanistan et évoqué le « bilan globalement positif » de l'URSS. Cela ne dure pas longtemps et à la suite des nombreuses protestations qui mènent l'affaire devant un tribunal, le parvis est rebaptisé Georges-Marchais.
Une exposition lui est consacrée au siège du Parti communiste français du 28 novembre 2017 au 15 janvier 2018.

### Analyse du magazineSlateen 2017
Pour le magazine Slate, vingt ans après sa mort, son « héritage politique » et sa « cécité dogmatique » continuent « de laisser un goût amer aux communistes ». Il lui est ainsi reproché l'effondrement de la popularité du parti.

### Analyse du magazineMarianneen 2021

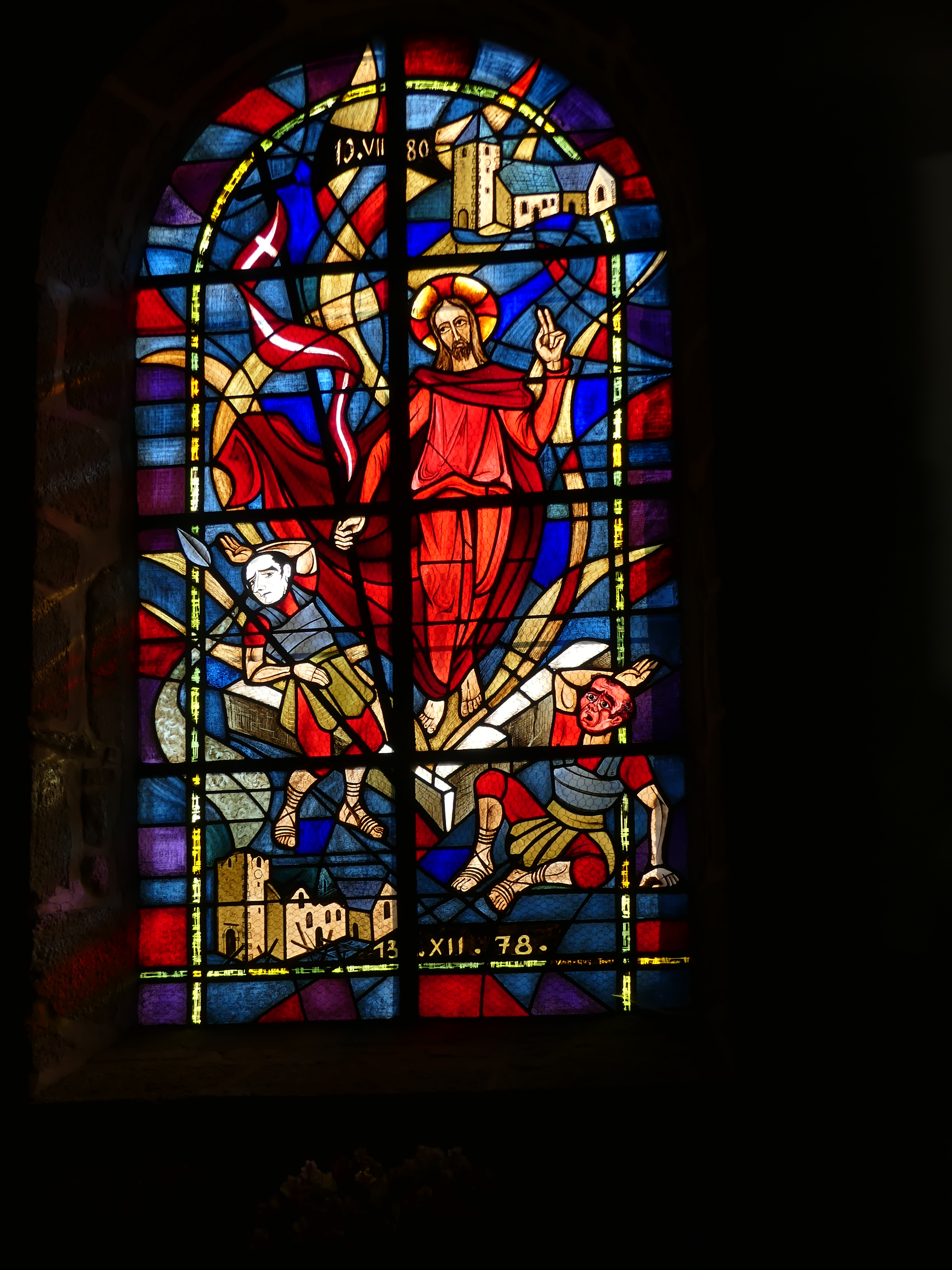
Vitrail de la Résurrection de l'église Saint-Pierre-et-Saint-Paul d'Izé.

En juillet 2021, Marianne estime que les prises de position de Fabien Roussel, arrivé à la tête du PCF en 2018, sont parfois rapprochées de l'héritage de Georges Marchais, et cite Ian Brossat, selon qui Roussel relit régulièrement les discours de l'ancien secrétaire général. Dans sa jeunesse, Fabien Roussel a été le voisin de Georges Marchais à Champigny-sur-Marne et le camarade de lycée de son fils Olivier, qui est devenu son meilleur ami puis son directeur de campagne à la présidentielle de 2022.
Selon Marianne, Georges Marchais « incarnait une représentation des classes laborieuses en politique aujourd'hui quasiment disparue » et son biographe Gérard Streiff pense qu' « il y a toute une population, notamment dans les milieux populaires, très nostalgique de Georges Marchais », qui « parlait pour les gens, comme les gens ». Ses analyses sur les questions de souveraineté et de lutte contre la désindustrialisation ainsi que ses mises en garde contre la ghettoïsation de communes pauvres sous l'effet d'une immigration incontrôlée y sont décrites comme visionnaires. L’hebdomadaire souligne que les positions de Marchais en faveur de la fermeté sur les questions de sécurité, d'un regard critique des flux migratoires et d'un rejet de Mai 68 pouvant aller jusqu'à un certain conservatisme sociétal en font une figure rejetée par une partie de l'extrême gauche contemporaine. Enfin, il y est constaté que Marchais a aussi laissé une image « archaïque » de défenseur des régimes communistes, et ce en dépit d'une réalité plus complexe puisque le parti avait sous sa direction abandonné l'idée de dictature du prolétariat et s'était engagé dans le mouvement eurocommuniste, qui se voulait une alternative à l'alignement sur le bloc soviétique. « L'eurocommunisme est devenu un costume beaucoup trop étroit » avait cependant déclaré M. Marchais en juin 1980 au sujet du mouvement d'eurocommunisme, tandis que la fermeté sur les questions de sécurité et le regard critique sur les flux migratoires n'étaient pas spécifiques à Georges Marchais mais à tout le PCF. L'année suivante, le 18 février, L'Humanité avait publié un appel « Guerre à la drogue », demandant aux jeunes, aux parents, aux enseignants et aux médecins d'aider à combattre les trafiquants, tandis qu'un immigré marocain accusé par le Parti communiste d'être un trafiquant avait déposé deux plaintes contre lui.

### Vitrail d'église
Dans la ville française d'Izé (Mayenne), le vitrail de la Résurrection de l'église Saint-Pierre-et-Saint-Paul représente deux légionnaires romains, dont un a le visage de Georges Marchais et l'autre celui de Jacques Chirac.

## Synthèse des résultats électoraux

### Élections présidentielles
| Année | Parti | Parti | 1er tour  | 1er tour | 1er tour | Issue |
| Année | Parti | Parti | Voix      | %        | Rang     | Issue |
| ----- | ----- | ----- | --------- | -------- | -------- | ----- |
| 1981  |       | PCF   | 4 456 922 | 15,35    | 4e       | Battu |

### Élections législatives
| Année | Parti               | Parti | Circonscription     | 1er tour | 1er tour | 1er tour              | 2d tour               | 2d tour               | 2d tour | Issue |
| Année | Parti               | Parti | Circonscription     | Voix     | %        | Rang                  | Voix                  | %                     | Rang    | Issue |
| ----- | ------------------- | ----- | ------------------- | -------- | -------- | --------------------- | --------------------- | --------------------- | ------- | ----- |
| 1973  |                     | PCF   | 1er du Val-de-Marne | 26 368   | 43,77    | 1er                   | 33 331                | 57,43                 | 1er     | Élu   |
| 1978  | 27 020              | PCF   | 1er du Val-de-Marne | 43,25    | 1er      | 37 419                | 100,00                | 1er                   | Élu     |       |
| 1981  | 22 477              | PCF   | 1er du Val-de-Marne | 42,18    | 1er      | 32 597                | 100,00                | 1er                   | Élu     |       |
| 1986  | Val-de-Marne        | PCF   | 81 913              | 15,95    | 3e       | Scrutin proportionnel | Scrutin proportionnel | Scrutin proportionnel | Élu     |       |
| 1988  | 11e du Val-de-Marne | PCF   | 14 294              | 38,97    | 1er      | 22 892                | 65,74                 | 1er                   | Élu     |       |
| 1993  | 11e du Val-de-Marne | PCF   | 9 714               | 27,79    | 2e       | 18 908                | 55,03                 | 1er                   | Élu     |       |

### Élections européennes
Les résultats ci-dessous concernent uniquement les élections où il est tête de liste.
| Année | Parti     | Parti | Circonscription | Voix      | %     | Rang    | Sièges obtenus |
| ----- | --------- | ----- | --------------- | --------- | ----- | ------- | -------------- |
| 1979  |           | PCF   | France          | 4 153 710 | 20,52 | 3e      | 19 / 81        |
| 1984  | 2 261 712 | PCF   | France          | 11,20     | 3e    | 10 / 81 |                |

## Publications
- Qu'est-ce que le Parti communiste français ?, Éditions sociales, 1970.
- Les Communistes et les Paysans, avec Fernand Clavaud, Éditions sociales, 1972.
- Le Défi démocratique, Grasset, 1973.
- La Politique du PCF, Éditions sociales, 1974.
- Communistes et/ou chrétiens, Desclée de Brouwer, 1977.
- Parlons franchement, Grasset, 1977.
- L'Espoir au présent, Messidor, Éditions sociales, 1980.
- Démocratie, Messidor, Éditions sociales, 1990  (ISBN 2-209-06325-6).

### Documentation
Ses papiers personnels sont stockés avec l'ensemble de la documentation du PCF aux archives départementales de la Seine-Saint-Denis, son fonds étant coté 305 J.

## Documentaire
- Paris, secrets d'espions, de Nicolas Bourgouin et Amandine Stelletta, France 5, 84 min, 13 mars 2022.